# Nico (album)
Pour les articles homonymes, voir Nico.
Nico est une compilation et le 3e album du groupe Blind Melon, sorti en 1996. 

## Composition et production
Cet album, produit par Capitol Records, inclut quelques chansons inédites, des versions alternatives de chansons connues et des chansons posthumes débutées par le chanteur et finalisées par le groupe. Toutes les chansons de la compilation sont de Blind Melon, à l'exception de "The Pusher" (Hoyt Axton, avec des paroles additionnels de Shannon Hoon) et "John Sinclair" (John Lennon). De plus, l'album est dédié à la fille du défunt chanteur Shannon Hoon, décédé le 21 décembre 1995 à la suite d'une overdose de cocaïne, quelques semaines après la naissance de sa fille.

## Liste des titres
1. The Pusher - 3:06
2. Hell - 2:02
3. Soup - 3:09
4. No Rain [Ripped Away Version] - 2:25
5. Soul One - 3:15
6. John Sinclair - 3:36
7. All That I Need - 2:48
8. Glitch - 3:20
9. Life Ain't So Shitty - 1:50
10. Swallowed - 3:44
11. Pull - 3:28
12. St. Andrew's Hall - 3:53
13. Letters from a Porcupine - 4:26

Total : 29:05
La version japonaise de l'album possède une quatorzième chanson intitulée « Three Is a Magic Number », réalisé originellement sur l'album Schoolhouse Rock! Rocks.

## Classements

### Album
- 1996 : The Billboard 200 no 161